# The Sufferer & the Witness
The Sufferer & the Witness («Постраждалий і свідок») — четвертий альбом американської панк-рок групи Rise Against. Він вийшов 4 липня 2006 року, і це був другий реліз групи на лейблі Geffen Records. У перший тиждень продажів було продано 48000 копій, що підняло альбом на 10 позицію в Billboard 200. Альбом став «золотим» за версією RIAA.

## Реліз та реакція
«The Sufferer & the Witness» був виданий 4 липня 2006. В чарті Billboard 200 він зайняв 10 місце, до того часу це було найбільше досягнення групи. Кліпи на сингли з цього релізу часто можна було побачити на музичних каналах. Корі Апар з порталу Allmusic зазначив енергію альбому і звернув увагу на те, що, незважаючи на договір з великим лейблом, Rise Against продовжують залишатися вірними собі.

## Список композицій
| #   | Назва                         | Тривалість |
| --- | ----------------------------- | ---------- |
| 1.  | «Intro/Chamber the Cartridge» | 3:35       |
| 2.  | «Injection»                   | 3:19       |
| 3.  | «Ready to Fall»               | 3:47       |
| 4.  | «Bricks»                      | 1:30       |
| 5.  | «Under the Knife»             | 2:45       |
| 6.  | «Prayer of the Refugee»       | 3:19       |
| 7.  | «Drones»                      | 3:01       |
| 8.  | «The Approaching Curve»       | 3:44       |
| 9.  | «Worth Dying For»             | 3:20       |
| 10. | «Behind Closed Doors»         | 3:15       |
| 11. | «Roadside»                    | 3:21       |
| 12. | «The Good Left Undone»        | 4:10       |
| 13. | «Survive»                     | 3:40       |

## Сингли та відеокліпи
1. Ready to fall (серпень 2006)
2. Prayer of the Refugee (грудень 2006)
3. The Good Left Undone (червень 2007)
4. Behind Closed Doors (друга половина 2007)

## Учасники
- Тім Макилрот — вокал, ритм-гітара
- Кріс Чейс — гітара, бек-вокал
- Джо Принсайп — бас гітара, бек-вокал
- Брендон Барнс — ударні
- Чед Прайс — додатковий вокал
- Емілі Шамбра — додатковий вокал
- Білл Стівенсон — продюсер, інженер
- Джейсон Лівермор — продюсер, інженер
- Ендрю Берлін — додатковий інженер, піаніно
- Джонні Шу — додатковий інженер, піаніно
- Крістофер Жак — піаніно
- Кріс Лорд-Элдж — зведення
- Тед Єнсен — мастеринг